# Луція Дюриш Ніколсонова
Луція Дюриш Ніколсонова (словац. Lucia Ďuriš Nicholsonová; 28 листопада 1976, Братислава) — словацька ліберальна політикиня та колишня журналістка, нині депутатка Європейського парламенту, обрана від партії «Свобода і солідарність», членкиня фракції «Оновлення Європи».
Колишня членкиня Національної ради Словацької Республіки, заступниця голови Комітету з прав людини та національних меншин Національних зборів Словацької Республіки. В уряді Івети Радічової обіймала посаду державного секретаря в Міністерстві праці, соціальних справ та сім'ї. На виборах до Європейського парламенту в Словаччині у 2014 році вона балотувалася від партії «Свобода і солідарність». 

## Біографія
Народилася в Братиславі.
В 1995 році закінчила гімназію з відзнакою.
У 1996-2007 роках працювала редактором, ведучою та репортером у кількох словацьких ЗМІ: VTV, щоденній газеті Práca, TV Luna, щоденній газеті SME, Domino Forum, TA3 та STV.
У 2007-2010 роках була виконавчим директором Imaginecommunications, компанії, що займається «медіа-консалтингом, кризовою комунікацією та документальним кіно з ромських поселень та Африки».
В той час Луція своїм тодішнім чоловіком, журналістом Томом Ніколсоном, вона прожила рік у Канаді, де пройшла річний курс англійської мови в Англійській школі для іммігрантів в Оттаві.
У 2010 році почала вивчати міжнародні відносини та дипломатію в Університеті міжнародних та суспільних відносин у Празі, який покинула через щільний графік роботи на посаді Державного секретаря.
З 2018 року вивчає психологію в Пан'європейському університеті в Братиславі.

## Політична кар'єра
Луція Ніколсонова колишня членкиня політичної партії «Свобода і солідарність». Вона очолювала групу з питань соціальної політики. На парламентських виборах 2010 року отримала 5 416 голосів, посіла 13-е місце у списку SaS і стала членом Національної ради. Партія SaS увійшла до складу правлячої коаліції в липні 2010 року, і відтоді Луція Ніколсонова працювала разом зі своїм колегою по партії Йозефом Міхалом у Міністерстві праці, соціальних справ і сім'ї до кінця роботи уряду в 2012 році.
З 2016 року є депутаткою Національних зборів і заступницею голови Національних зборів Словацької Республіки, обрана від партії SaS..
З 2 липня 2019 року являється депутаткою Європейського парламенту. Вона є членом Групи ЄКР, головою Комітету Європейського парламенту з питань зайнятості та соціальної інтеграції (EMPL) та Комітету з питань громадянських свобод, юстиції та внутрішніх справ (LIBE).
11 лютого 2021 року покинула партію SaS через скандал з міністром інвестицій щодо втраченого мільярда.
У 2023 році вона заснувала політичну партію Яблуко, яку презентувала в березні 2023 року. Політична партія «Яблуко» керується сильним соціальним порядком денним і зосереджується насамперед на структурних реформах у регіонах. У червні 2023 року Яблуко об'єдналася з Демократичною політичною партією, а  її представники зайняли останні 5 місць у списку.

## Критика
Луцію критикували за відсутність вищої освіти під час перебування на посаді держсекретаря з 2010 по 2012 рік.

## Сім'я
Від першого шлюбу має сина Домініка (1999) та доньку Ліллі (2008). У 2015 році Луція вийшла заміж вдруге, і у них з чоловіком Петром Дюришем народився син Якуб (*2016).